# Kobiór
Kobiór è un comune rurale polacco del distretto di Pszczyna, nel voivodato della Slesia. Ricopre una superficie di 49,5 km² e nel 2006 contava 4 609 abitanti.

## Storia
Kobiór è stata la sede di uno dei 45 sottocampi del campo di concentramento di Auschwitz.